# Eddie Cusic

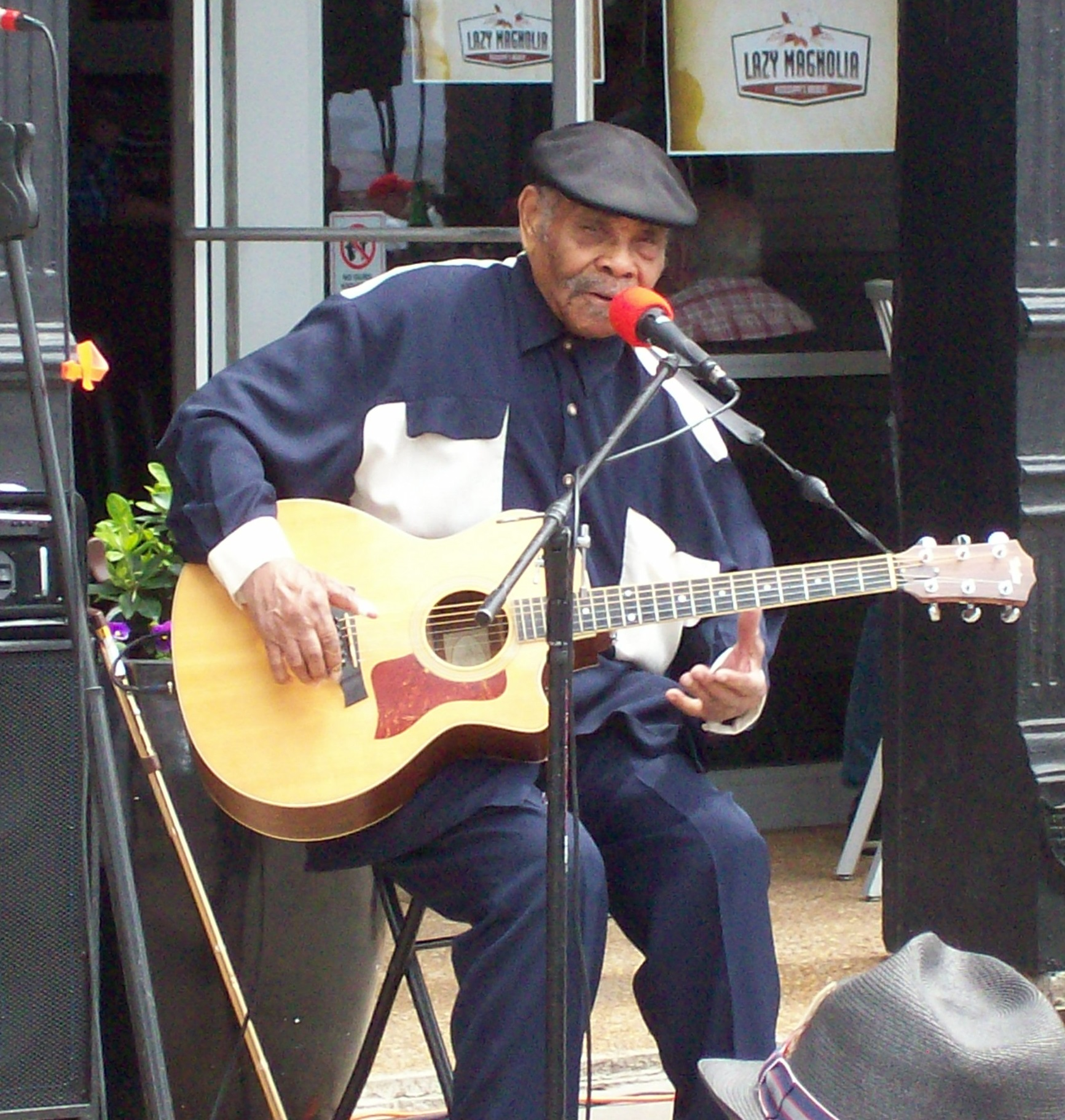
Eddie Cusic (2014)

Eddie Cusic (* 4. Januar 1926 in Wilmot, Mississippi, USA; † 11. August 2015) war ein US-amerikanischer Blues-Gitarrist und Sänger. Zu seinen wenigen aufgenommenen Werken gehören einige, die fälschlicherweise Eddie Quesie und Eddie Cusie zugeschrieben werden.

## Biografie
Cusic wurde am 4. Januar 1926 in Wilmot (Mississippi) geboren. Er wuchs in einem bäuerlichen Umfeld auf und wurde bei Familientreffen zum Bluesspielen inspiriert. Über den Diddley Bow kam er zur Akustikgitarre. In den frühen 1950er Jahren gründete er die Rhythm Aces, eine dreiköpfige Band, die im gesamten Mississippi-Delta spielte. Ein Mitglied der Gruppe war Little Milton, dem Cusic das Gitarrespielen beibrachte.
Nach seinem Dienst in der US-Armee, der 1952 begann, ließ sich Cusic in Leland (Mississippi) nieder und fand eine Anstellung in einem Steinbruch, wo er bis zu seiner Pensionierung blieb.
In den 1960er Jahren trat Cusic häufig mit James „Son“ Thomas auf. Gemeinsam nahmen sie Once I Had a Car auf, das auf der Kompilation Mississippi Delta & South Tennessee Blues (1977) erschien. Mit der Zeit trat die Musik mehr und mehr in den Hintergrund und Cusic widmete sich hauptsächlich seinem Job. 1989 ging er in Rente und trat wieder regelmäßig mit einer Akustikgitarre auf. Er spielte unter anderem beim Mississippi Delta Blues and Heritage Festival in Greenville (Mississippi), beim Sunflower River Blues Festival, beim Smithsonian Folklife Festival und beim Chicago Blues Festival.
Ende 1997 nahm Cusic in seinem Haus in Leland mehrere Blues-Standards in seinem eigenen reinen Mississippi-Blues-Stil auf, darunter Good Morning Little Schoolgirl, Big Boss Man, (I’m Your) Hoochie Coochie Man und Catfish Blues. Das daraus resultierende Album I Want to Boogie wurde 1998 von HighTone Records veröffentlicht. Eine überarbeitete Version mit mehreren verschiedenen Titeln wurde 2012 unter dem Titel Leland Mississippi Blues veröffentlicht.
Eddie Cusic starb am 11. August 2015 im Alter von 89 Jahren an Krebs.